# محمد عطية (لاعب كرة قدم مواليد 1989)
محمد عطية (مواليد 5 مايو 1989، لاعب كرة قدم قطري يجيد اللعب في مركز الوسط لعب سابقاً مع نادي معيذر .

## روابط خارجية
- محمد عطية على موقع Soccerway.com (الإنجليزية)